# Saint-Caradec-Trégomel
Saint-Caradec-Trégomel (bretonisch: Sant-Karadeg-Tregonvael) ist eine französische Gemeinde mit 468 Einwohnern (Stand 1. Januar 2022) im Département Morbihan in der Region Bretagne. Sie gehört zum Gemeindeverband Roi Morvan Communauté.

## Geographie
Saint-Caradec-Trégomel liegt im Nordwesten des Départements Morbihan gehört zum Pays du Roi Morvan.
Nachbargemeinden sind Le Croisty im Nordwesten und Norden, Ploërdut im Norden, Lignol im Nordosten, Kernascléden im Südosten und Süden, Berné im Süden sowie Priziac im Südwesten.
Der Ort selber ist zwar ein Kreuzungspunkt verschiedener Straßen – liegt aber abseits von wichtigen Durchgangsstraßen. Elf Kilometer westlich von Saint-Caradec-Trégomel verläuft die D769 von Lorient nach Carhaix-Plouguer. Die wichtige überregionale Straßenverbindung RN 125 führt rund 20 Kilometer nördlich der Gemeinde vorbei.

## Bevölkerungsentwicklung
| Jahr      | 1962 | 1968 | 1975 | 1982 | 1990 | 1999 | 2006 | 2019 |
| Einwohner | 841  | 796  | 699  | 580  | 509  | 444  | 477  | 480  |

## Geschichte
Die Gemeinde gehörte zur bretonischen Region Bro Gwened (frz. Vannetais) und innerhalb dieser Region zum Gebiet Bro Bourlet (frz. Pays Pourlet) und teilte dessen Geschichte. Im Jahr 1955 spaltete sich ein Teil der Gemeinde ab und bildete die selbständige Gemeinde Kernascléden.

## Sehenswürdigkeiten
- Kirche Saint-Caradec aus dem 17. Jahrhundert
- Kapelle Saint-Cado aus dem 17. Jahrhundert
- Kreuz vor der Dorfkirche (Monument historique)
- Reste eines Beinhauses bei der Dorfkirche (Monument historique)
- Schloss Kermerien aus dem 15. und 17. Jahrhundert

Quelle:

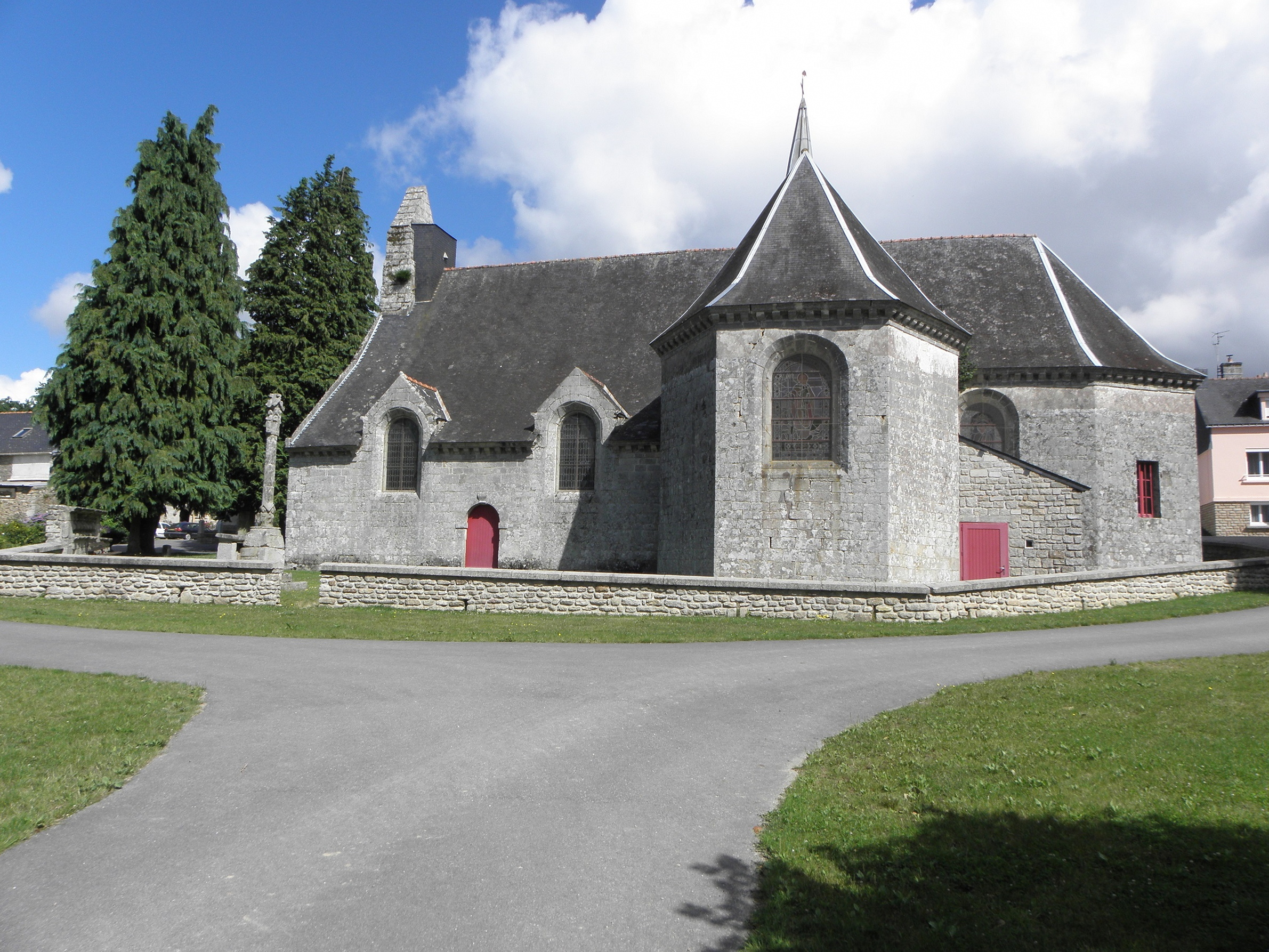
Kirche Saint-Caradec
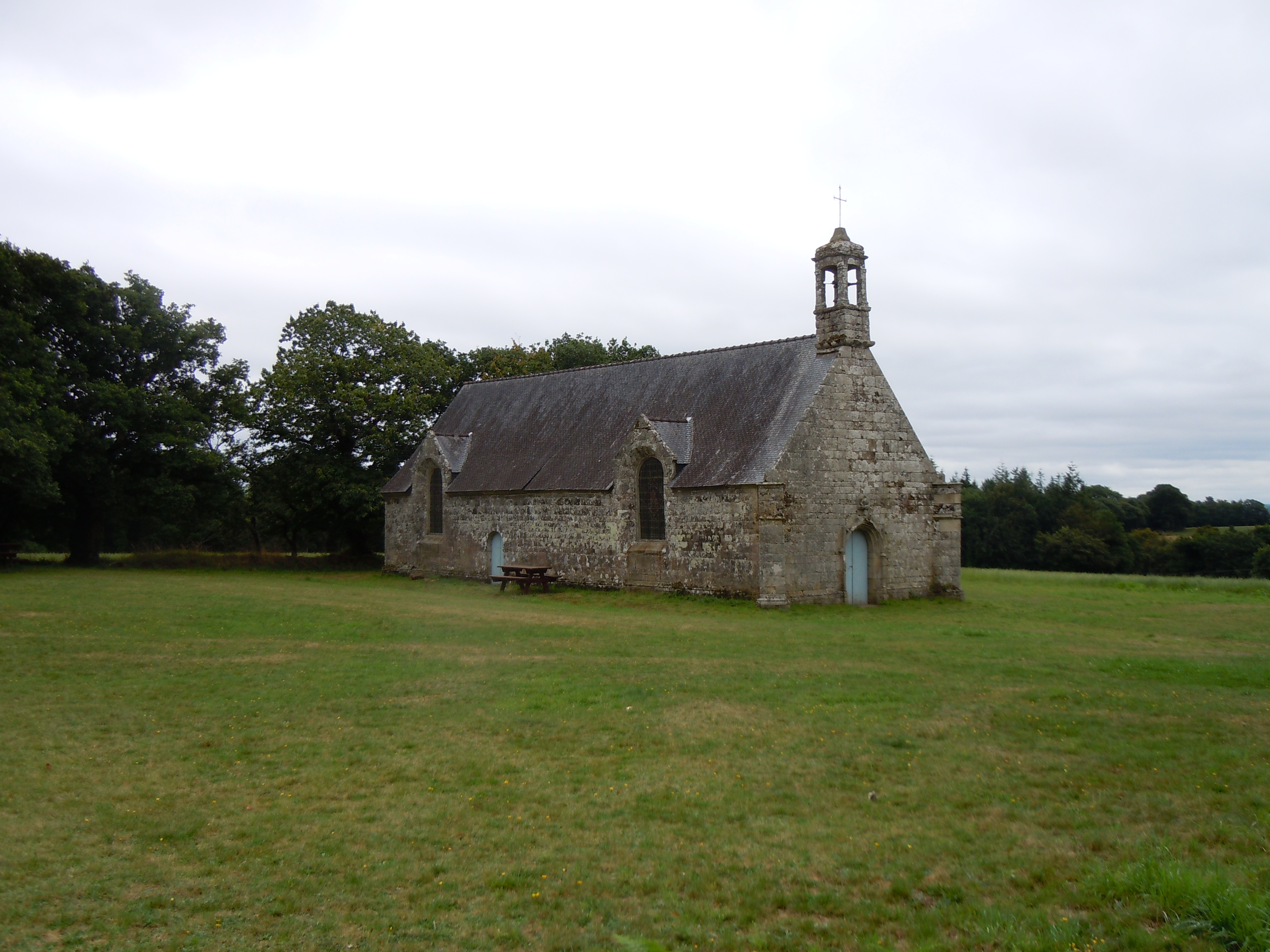
Kapelle Saint-Cado
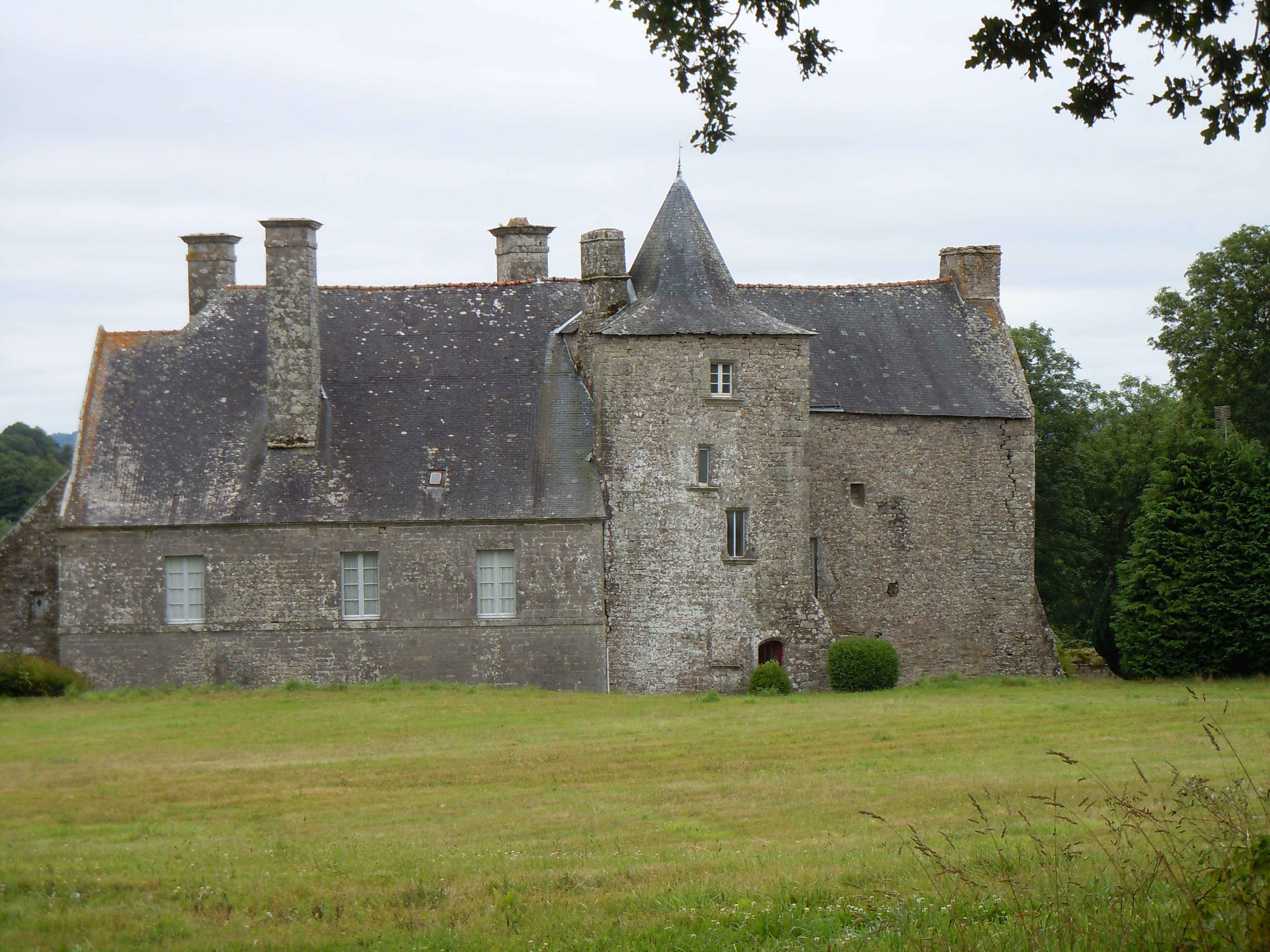
Schloss Kermerien